# سنت سایمونز (جورجیا)
سنت سایمونز (به انگلیسی: St. Simons) یک سکونتگاه مسکونی در ایالات متحده آمریکا است که در شهرستان گلین، جورجیا واقع شده‌است.

## خصوصیات
سنت سایمونز ۴۵٫۸ کیلومترمربع مساحت و ۱۲٬۷۴۳ نفر جمعیت دارد و ۳ متر بالاتر از سطح دریا واقع شده‌است.